# Sphecodina abbottii
Sphecodina abbottii är en fjärilsart som beskrevs av William Swainson 1821. Sphecodina abbottii ingår i släktet Sphecodina och familjen svärmare. Inga underarter finns listade i Catalogue of Life.

## Bildgalleri

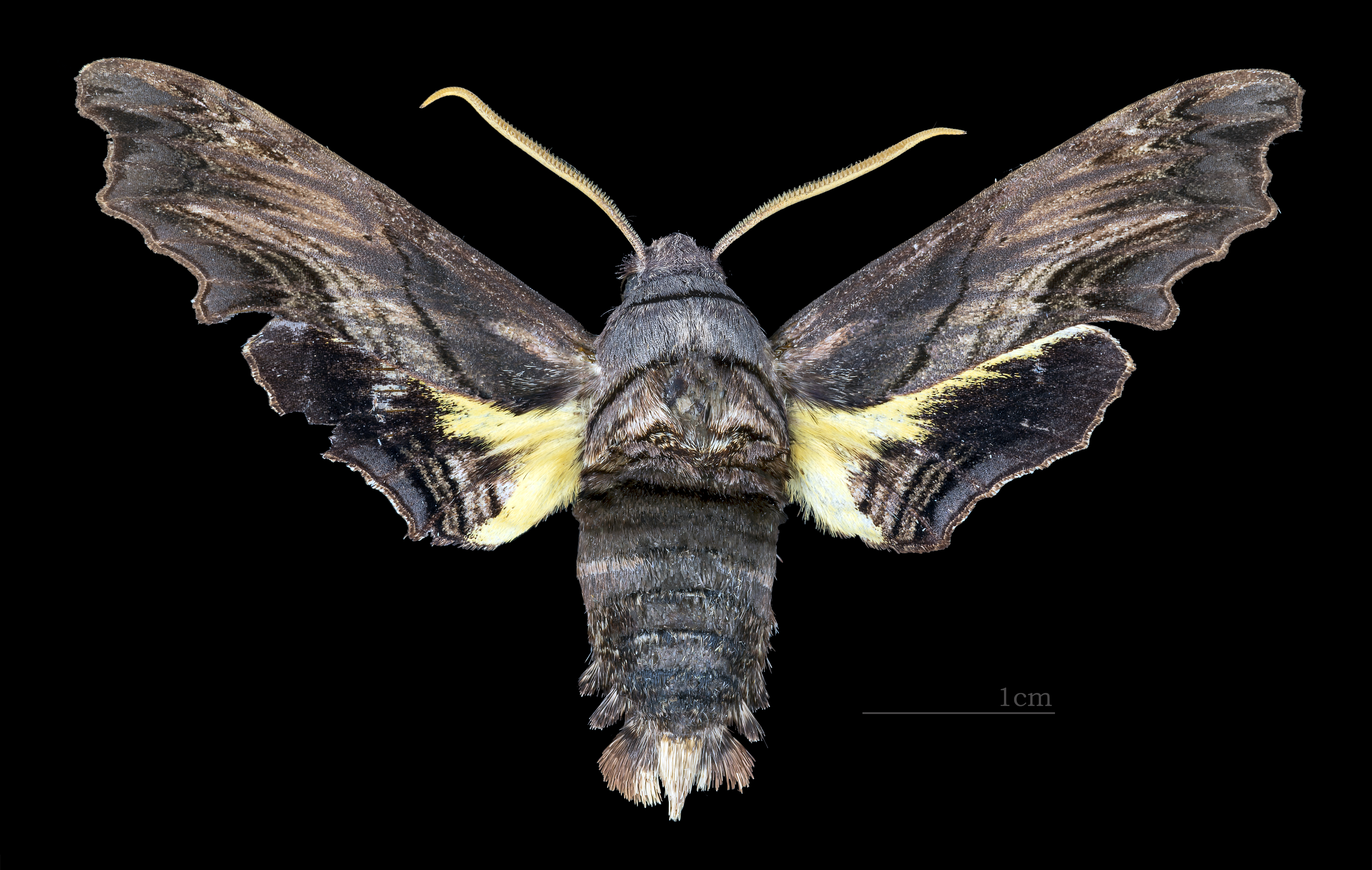
Sphecodina abbottii ♂
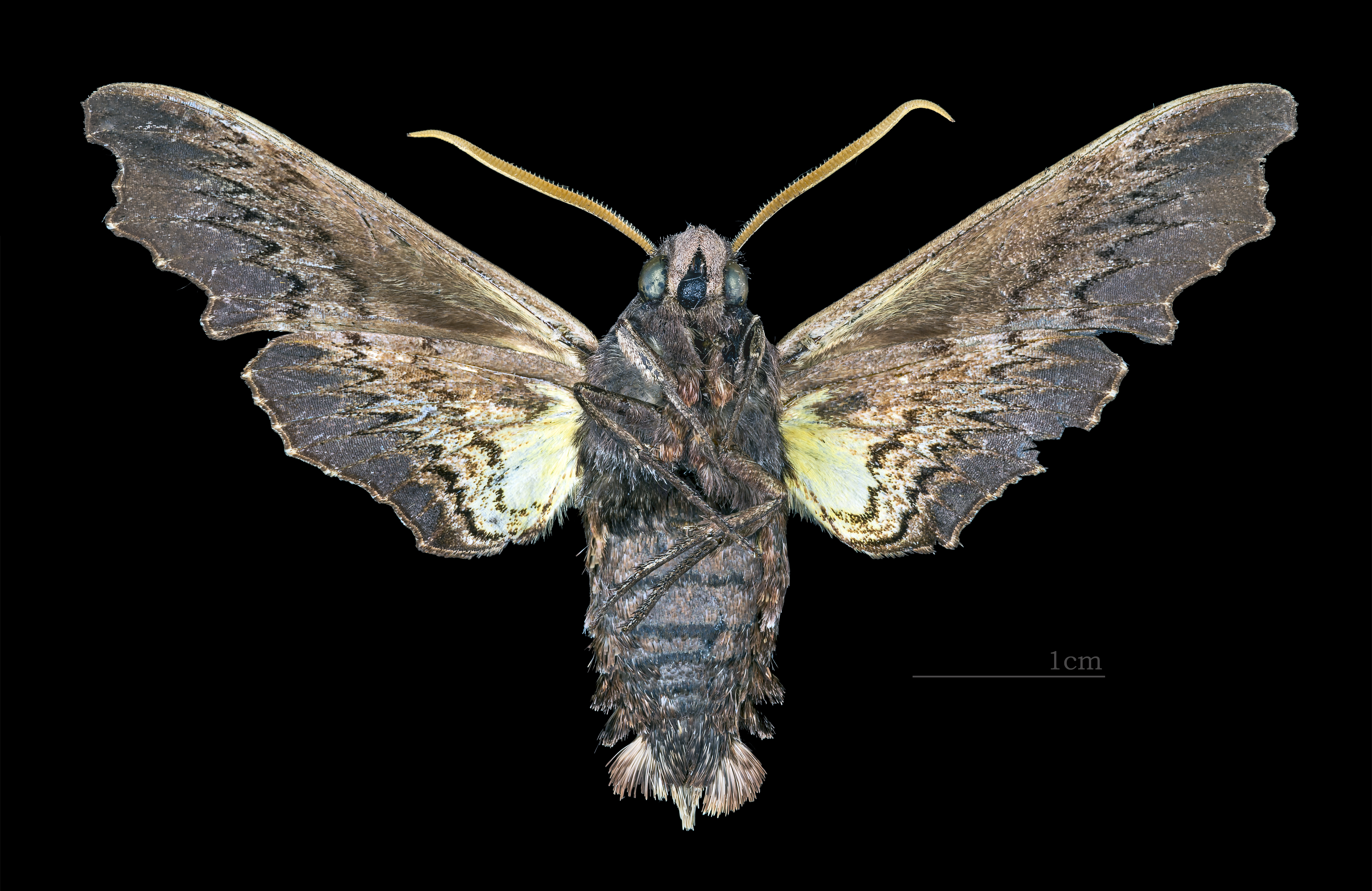
Sphecodina abbottii ♂  △
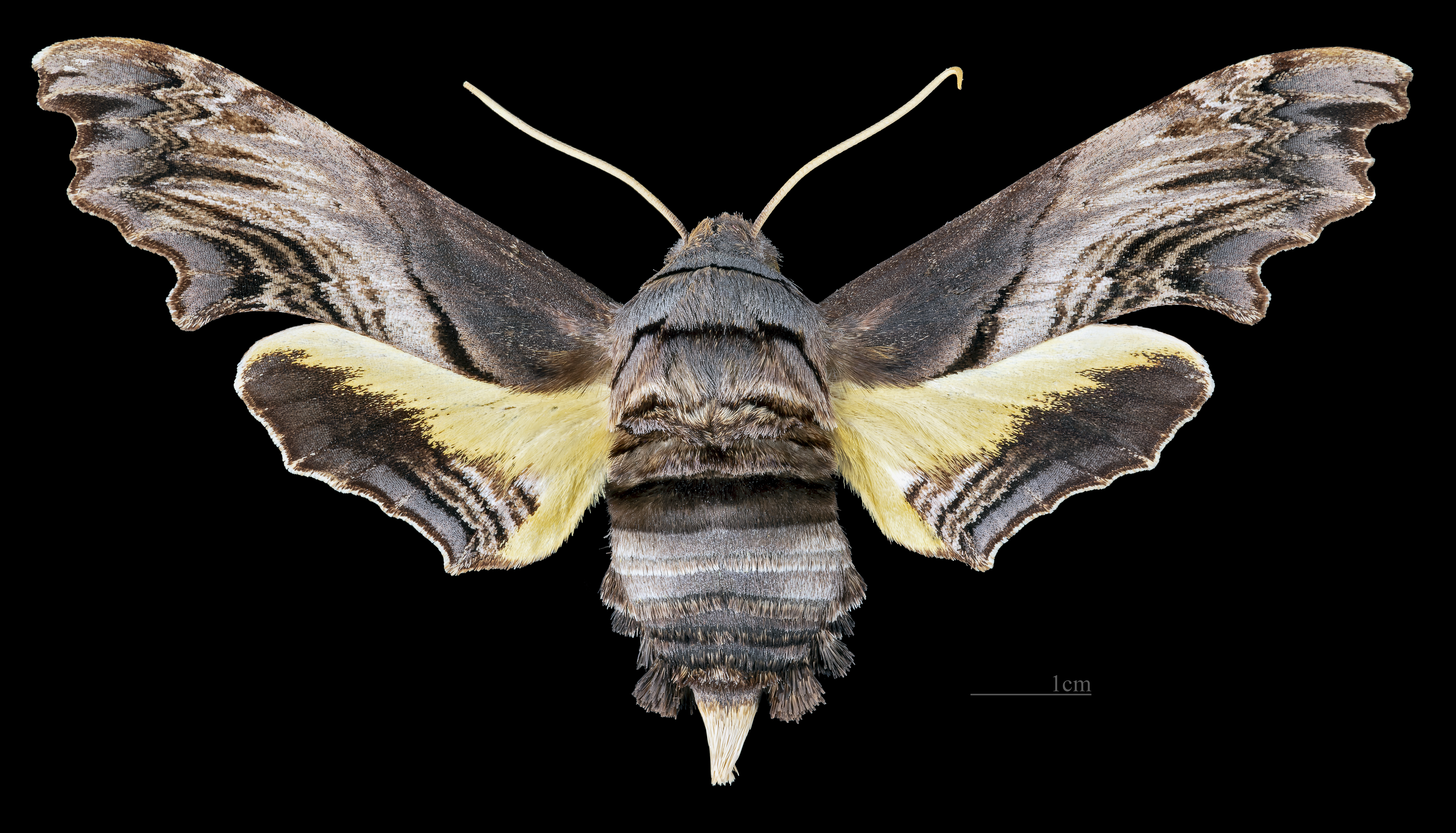
Sphecodina abbottii  ♀
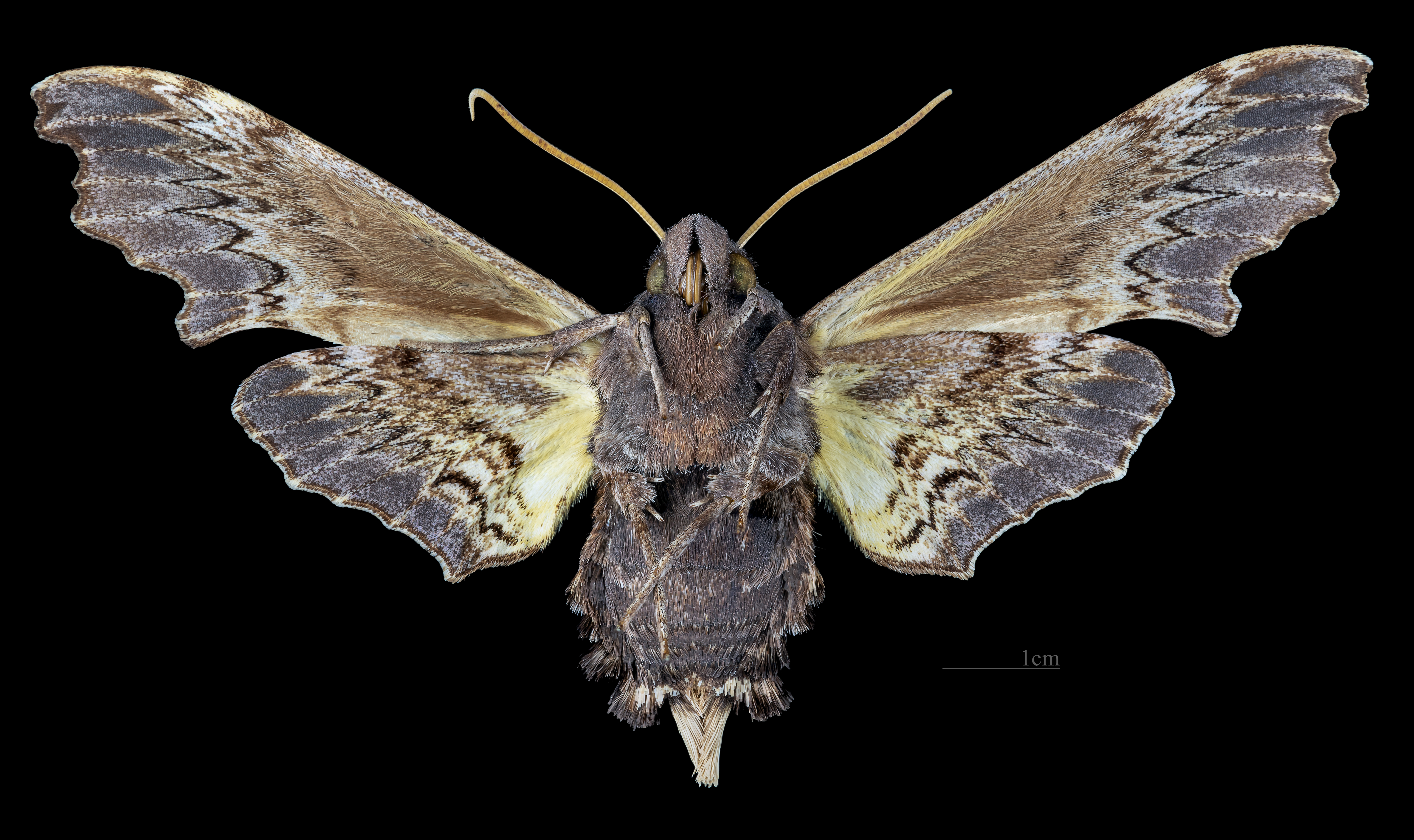
Sphecodina abbottii ♀ △
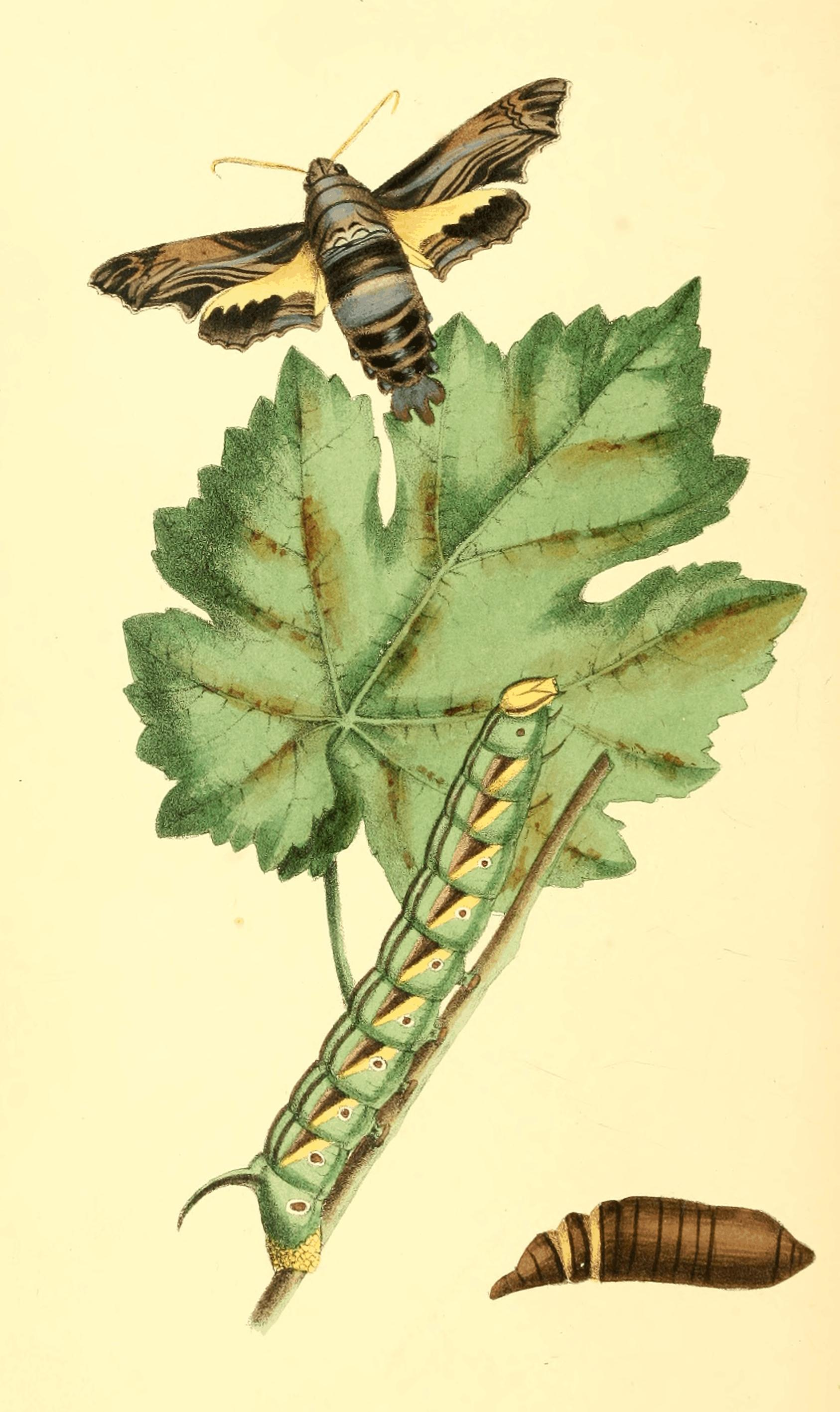